# NGC 7385
NGC 7385 је елиптична галаксија у сазвежђу Пегаз која се налази на NGC листи објеката дубоког неба.
Деклинација објекта је + 11° 36' 29" а ректасцензија 22h 49m 54,6s. Привидна величина (магнитуда) објекта NGC 7385 износи 12,2 а фотографска магнитуда 13,2. Налази се на удаљености од 85,523 милиона парсека од Сунца. NGC 7385 је још познат и под ознакама UGC 12207, MCG 2-58-17, CGCG 430-15, PGC 69824.